# Dimos Kassandra
Dimos Kassandra (Kassandra) är en kommun i Grekland.   Den ligger i prefekturen Chalkidike och regionen Mellersta Makedonien, i den nordöstra delen av landet, 230 km norr om huvudstaden Aten. Antalet invånare är 14 971. Arean är 334 kvadratkilometer.
Terrängen i Dimos Kassandra är varierad.